# Южная Тыдэотта
Южная Тыдэотта (устар. Южная Тыдыотта) — река в России, протекает по Ямало-Ненецкому АО. Устье реки находится в 104 км по правому берегу реки Тыдэотта. Длина реки составляет 121 км.

## Притоки
- 3 км: Коркасяньяха (пр)
- 40 км: Сыръяха (лв)
- 50 км: Харвудьяха (лв)
- 67 км: Тыдылъяха (пр)
- 74 км: Ямбъяха (лв)
- 76 км: Пальникъяха (пр)
- 91 км: Сармикъяха (лв)
- 93 км: Варкъяха (лв)

## Информация
Низовья реки были обследованы археологической экспедицией в начале XXI века; археологических объектов выявлено не было.

## Данные водного реестра
По данным государственного водного реестра России относится к Нижнеобскому бассейновому округу, водохозяйственный участок реки — Пур, речной подбассейн реки — подбассейн отсутствует. Речной бассейн реки — Пур.
Код объекта в государственном водном реестре — 15040000112115300059446.